# Ritmička gimnastika
Ritmička gimnastika je sport u kojem pojedinačne natjecateljice ili grupe od pet ili više natjecateljica izvode gimnastičke točke trajanja od 75 do 90 sekundi (odnosno između 135 i 150 sekundi, kod grupnih nastupa) uz glazbenu pratnju, na gimnastičkom tepihu dimenzija 13 x 13 metara. Natjecateljice izvode zahtjevne točke koje iziskuju fizičku koordinaciju, fleksibilnost i ravnotežu, uz dosta baletnih i plesnih elemenata.
U ritmičkoj gimnastici postoji 7 kategorija: baby, mlađe kadetkinje (children), kadetkinje, mlađe juniorke, juniorke, mlađe seniorke i seniorke. U pravilu se vježba s rekvizitima - izuzetak su vrlo mlade vježbačice i grupne vježbe; koriste se obruč, lopta, traka, čunjevi ili vijača.
Ritmička gimnastika je posve ženski sport, jedino u Japanu postoje i "Toshu" natjecanja za muške ritmičke gimnastičare. Taj sport u Japanu okuplja oko 2.000 sportaša, ali nije dijelom Međunarodne federacije ritmičke gimnastike i nije zastupljen na Olimpijskim igrama.
U Hrvatskoj postoji više klubova ritmičke gimnastike, koji djeluju pod okriljem Hrvatskog gimnastičkog saveza.

## Rekviziti
Rekviziti s kojima se natječe moraju zadovoljiti sljedeće uvjete:
- Vijača treba biti izrađena od konoplje, dužine koja je proporcionalna visini vježbačice - tako da joj krajevi trebaju do pazuha, kada ona nogama stane na sredinu vijače. Na krajevima moraju biti vezani čvorovi. Vijača mora čitavom dužinom biti jednakog promjera, te mora biti bez ručki. Krajevi se smiju obložiti materijalom protiv klizanja, u dužini od 10 cm,
- Obruč treba biti izrađen od drva ili plastike (nekada su se koristili drveni obruči), promjera 51-90 cm (dimenzije su proporcionalne visini vježbačice). Obruč treba imati masu od najmanje 300 g. Dozovljeno je obruč omotati izolir trakom kako bi bio u skladu s kostimom vježbačice,
- Lopta treba biti izrađena od gume ili plastike, promjera 18-20 cm, i minimalne mase 400 g,
- Čunjevi smiju biti izrađeni od drva ili plastike, dužine 40-50 cm, uz minimalnu masu 150 g i promjer glavice od najmanje 3 cm,
- Traka se izrađuje od svile ili satena širine 4-6 cm i dužine od najmanje 6 m, odnosno 5 m za juniorke i mlađe. Pri vrhu se smije šivanjem (koncem) izraditi ojačani/otežani dio dužine do 5 cm. Vježbačica koristi traku putem štapića od plastike na koji je traka pričvršćena, i koji smije biti dugačak najviše 1 m.

## Povijest
Od početka 19. stoljeća postojale su ideje i prakse vježbanja koje su uključivale elemente plesa. 1880.-ih godina je Émile Jaques-Dalcroze u Švicarskoj razvio metodu Švicarske euritmike, a oko 1890. godine je u Švedskoj i okolnim skandinavskim i baltičkim zemljama razvijen sistem estetske/ritmičke gimnastike gdje se vježbanjem uz glazbu nastojalo unaprijediti eleganciju (ženskog) pokreta, gipkost i pravilno držanje tijela. Krajem 1920.-ih godina počinje se ritmičku gimnastiku prakticirati u Njemačkoj, u kojoj su 1936. godine održana i prva grupna natjecanja. Prva zemlja u kojoj je uspostavljeno nacionalno prvenstvo u ritmičkoj gimnastici je bio Sovjetski Savez, gdje je prvo prvenstvo održano 1942. godine.          
Na Olimpijskim igrama 1952. i 1956. godine nastupali su timovi ritmičke gimnastike, a prvo Svjetsko prvenstvo ritmičke gimnastike s pojedinačnim natjecateljicama održano je u Budimpešti 1963. godine. Prva svjetska prvakinja bila je Ludmila Savinkova iz Sovjetskog Saveza. Od 1984. godine je ritmička gimnastika prisutna na Olimpijskim igrama, sa svim svojim disciplinama.

## Bodovanje
Tijekom 1960.-ih i 1970.-ih godina je glavni naglasak kod vježbanja i bodovanja bio na estetskim elementima izvedbe. Od 1980.-ih godina se u jednakoj mjeri vodi računa o fizičkoj zahtjevnosti izvedbe. Danas na natjecanjima nastupe ocjenjuju dvije grupe sudaca: po jedna ocjenjuje težinu vježbe (difficulty, D) i njenu izvedbu (execution, E).            
4 "D" suca (u principu: sutkinje) ocjenjuje težinu nastupa, pri čemu se najviša i najniža ocjena zanemaruju, a dvije srednje uprosječuju. 5 "E" sudaca ocjenjuje umjetničke komponenata - skladnost vježbe, korištenje prostora, pokrete, korelaciju između glazbe i pokreta, atraktivne elemente veće tehničke složenosti i dr.; tu se također najviša i najniža ocjena zanemaruju, a tri srednje uprosječuju. Potom se te ocjene zbrajaju: za "D"  i "E" komponente se može dobiti najviše do 10,0 bodova, tj. ukupno do 20 bodova za jednu vježbu. Ovisno o rangu natjecanja, natjecateljice izvode od dvije do četiri vježbe, svaku s drugim rekvizitom, tako da je najveći broj bodova koje natjecateljica može postići na natjecanju - 80.          
Kod bodovanja se "kažnjavaju" greške: tako se pad rekvizita kažnjava s 0,30 (ako vježbačica uspije podići rekvizit bez da napravi dodatni korak) do 0,70 bodova (ako vježbačica mora napraviti više od tri koraka ili rekvizit padne izvan tepiha), iskorak izvan tepiha se kažnjava s 0,30 bodova. Bodovi se oduzimaju i za gubljenje ravnoteže kod skokova ili balansiranja, neskladno držanje ruku, također za skokove kod kojih su noge razmaknute manje od 180 stupnjeva, nesigurne doskoke i pokrete koji nisu dobro definirani.

## Vanjske poveznice
- Klub ritmičke gimnastike Zagreb
- Klub ritmičke gimnastike Leda
- Gimnastički klub Maksimir
- Hrvatski gimnastički savez, članice nacionalnog tima u ritmičkoj gimnastici
- Međunarodni savez ritmičke gimnastike - službene stranice
- Tehnička pravila ritmičke gimnastike, verzija 2010. god.